# サンスター文房具
もしかして
- サンスター文具

ではありませんか？